# 공항터미널2역
공항터미널2역(중국어 정체자: 機場第二航廈站, 병음: Jīchǎng Dì-èr Hángxià zhàn)은 타이완 타오위안 시 다위안 구에 있는 공항철도역이며, 타오위안 국제공항 첩운이 운행하고 있다.

## 역사
타이베이 거참 역에서 직행 차(급행)은 당역까지 운행이지만 공항 제3터미널 역까지 회송하고 거기서 다시한다. 타오위안 국제공항 제3터미널이 완성 후에는 공항 제3터미널 역 시종착이다. 또 타이베이에서 ITCI(인타운 체크인)에서 수탁한 출국 여객의 수하물은 여기서 공급되어 공항 내의 컨베이어 벨트에 자동 이송된다.

## 구조
홈은 지하 3층에 있다. 상대식 홈 2면 2선의 지하역이며, 풀 스크린형의 홈 도어가 설치되어 있다. 출구는 1개 있다.
| 지상                   | 출입구                                                   | 출입구、버스 승강장, 출발 로비, 도착 로비     |
| 지하 1층               | 공항 주차층                                              | 주차장, 공항 푸드코트                         |
| 지하 1층               | 공항 주차층                                              |                                               |
| 지하 2층               | 콩코스 층                                                | 콩코스, 안내소, 표 자동판매기, 개찰구, 화장실 |
| 지하 2층               | 콩코스 층                                                |                                               |
| 지하 3층               |                                                          |                                               |
|                        |                                                          |                                               |
| 승강장, 차량 오른쪽 문 |                                                          |                                               |
| 1번 승강장             | ←■공항선 환베이 방면（■직행 종착）（공항호텔）           |                                               |
| 2번 승강장             | →■공항선 타이베이역 방면（■직행 출발）（공항제1터미널）→ |                                               |
| 승강장, 차량 오른쪽 문 |                                                          |                                               |

## 역 출구
- 1번 출구 : 타이완 타오위안 국제공항 제2터미널

## 역 주변
- 타오위안 국제공항 2터미널

## 역사
- 2017년

- 2월 2일 : 타오위안 국제공항 첩운(타오위안 메트로공항선)잠정 개업(이 역에서 이리 출장은 다루지 않음).
- 2월 16일 : 당역에서 정리권 방식으로 무료 체험 시승을 개시(중일 8시-16시까지만 이용자 수는 하루의 상한이 있다).
- 3월 2일 : 정식 개업(4월 1일까지 1개월은 반액).